# Jean-Baptiste Carrier

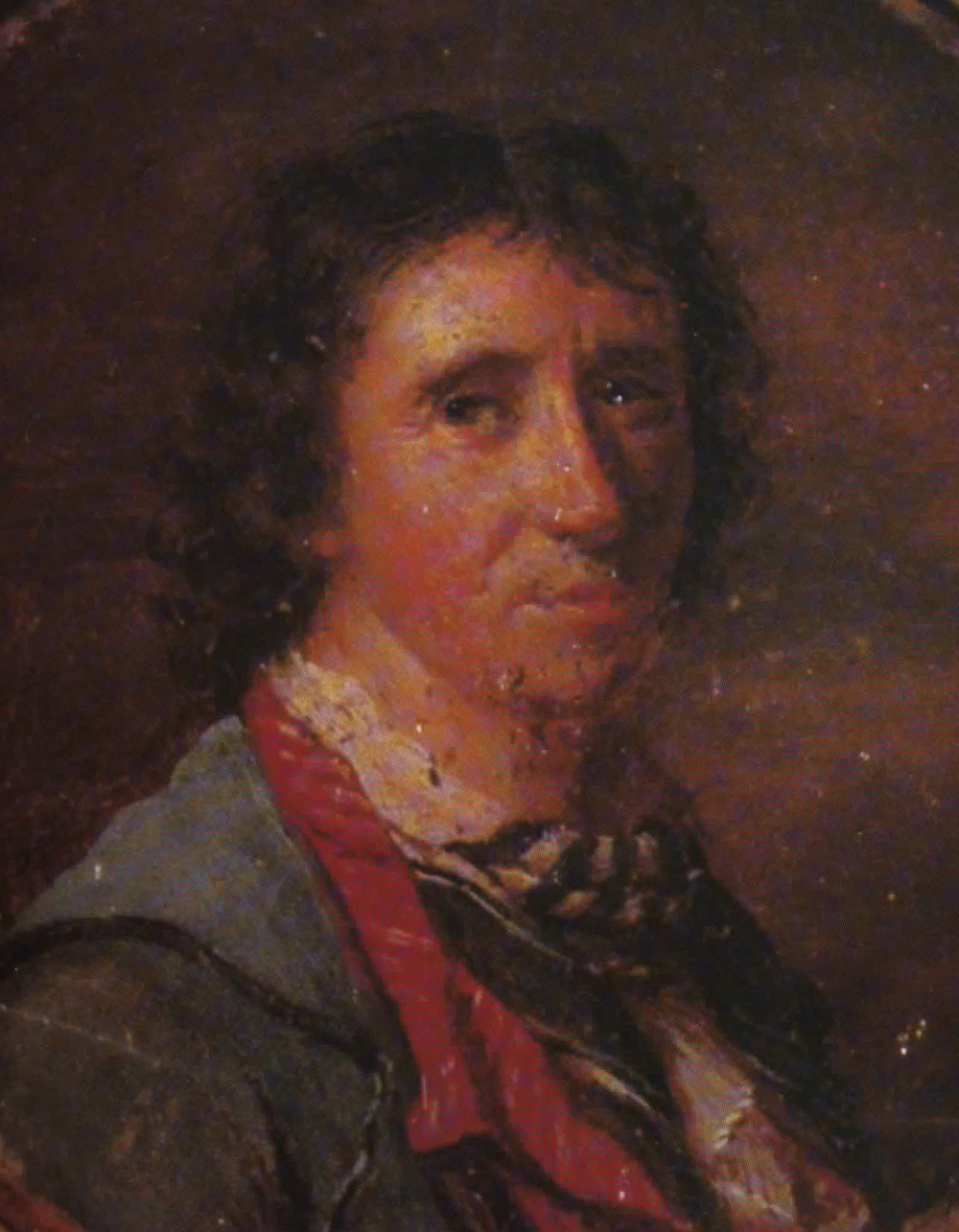
18e-eeuws portretschilderij in het Musée Lambinet, Versailles

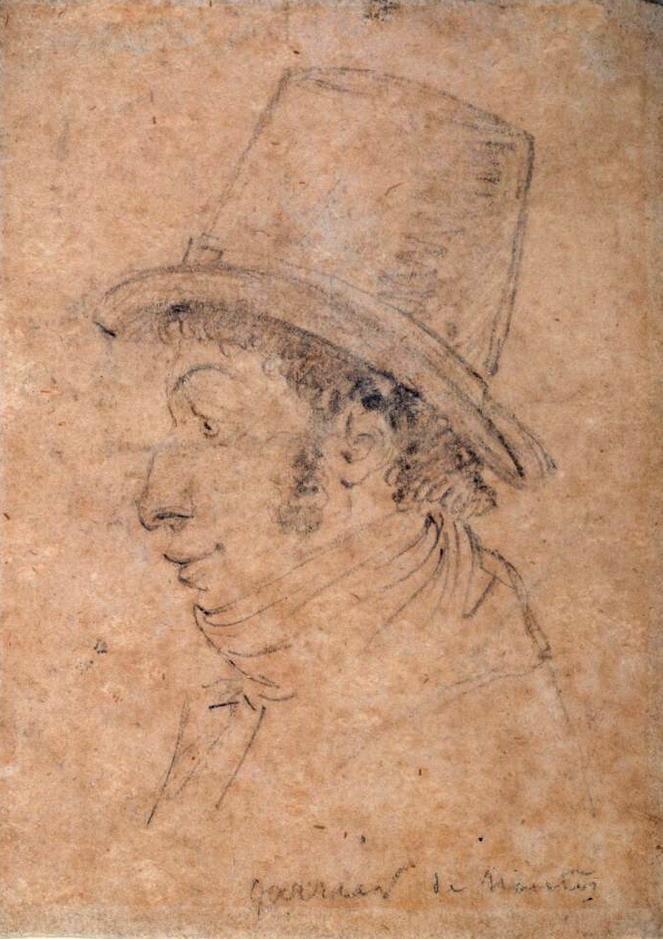
18e-eeuwse portretschets door Georges-François-Marie Gabriel

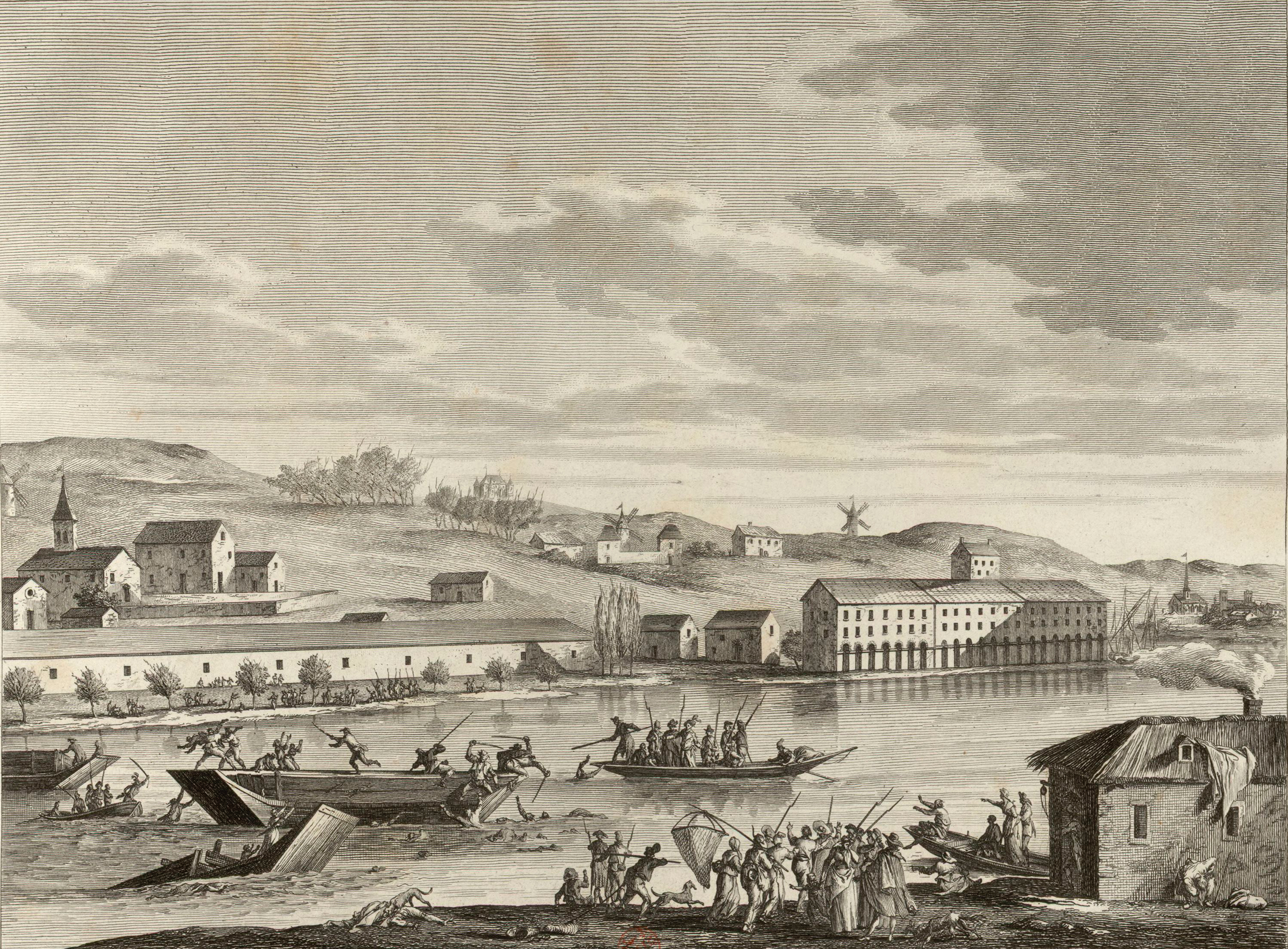
De verdrinkingen op een prent uit de reeks Tableaux historiques de la Révolution française (1802)

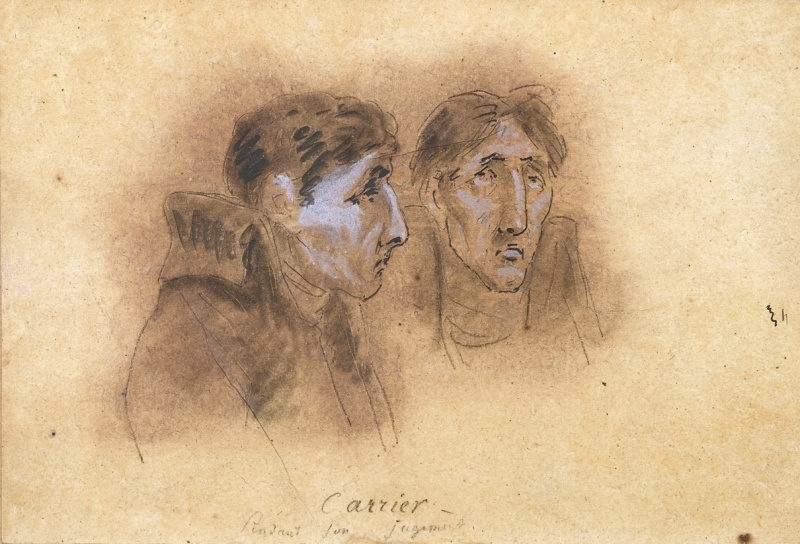
Schets van Carrier op zijn proces door Vivant Denon

Jean-Baptiste Carrier (Sémilhac, 16 maart 1756 – Parijs, 16 december 1794) was een Frans revolutionair en lid van de Nationale Conventie. Als representant op missie in Nantes liet hij tijdens de oorlog in de Vendée duizenden gevangenen zonder veel plichtplegingen executeren. Hij organiseerde massaverdrinkingen in de Loire, zonder vrouwen of kinderen te sparen. Na de Thermidoriaanse Reactie verloren de montagnards hun overwicht en werd Carrier berecht door het Revolutionair Tribunaal, dat hem naar de guillotine stuurde.

## Leven
Carrier kwam uit het dorp Sémilhac bij Aurillac in de Auvergne. Zijn ouders waren goed boerende landbouwers op grond die ze in tenure hielden van de markies van Miramon. Jean-Baptiste liep school bij de jezuïeten in Aurillac, maar zag af van de priesterroeping die voor hem in het verschiet lag. Hij ging aan de slag in de studie van procureur Basile Delsol tot deze krachtens een edict van 1779 werd opgeheven. Daarop besloot hij zich verder te scholen in Parijs. In 1785 keerde hij terug met de nodige rechtendiploma's en kocht hij voor 10.000 livres een procureurschap in Aurillac. Datzelfde jaar trad hij in het huwelijk met Françoise Laquairie.
Het uitbreken van de Revolutie maakte in 1789 een einde aan zijn ambt. In de aanloop naar de Staten-Generaal had hij zich lokaal actief getoond, en na de vorming van de Nationale Vergadering engageerde hij zich in de Cantal bij de Jeunes amis de la Constitution. Bij de meer bezadigde Société des amis de la Constitution raakte hij niet binnen vanwege zijn reputatie van agitator, maar hij zat in het Comité de surveillance, dat de verenigingen nader tot elkaar moest brengen. In de verkiezingen van 1792 stelde hij zich kandidaat in Cantal en werd hij nipt verkozen in de Nationale Conventie. Hij nam plaats op de banken van de montagnards en volgde hun lijn. Hij stemde voor de executie van koning Lodewijk XVI, eiste de arrestatie van de hertog van Orléans en had deel aan de afzetting van de girondijnen.
Op 12 juli 1793 stuurde de Conventie hem met Amédée Pocholle naar Normandië, waar de federalistische opstanden broeiden, om de "brigands" te bedwingen. Terwijl de representanten op missie ijverig de orde handhaafden, sloeg Robert Lindet het legertje van Buzot uiteen. Op 27 juli kon Carrier triomfantelijk Caen binnentrekken. Hij schreef naar de Conventie dat hij de federalistische leiders wilde achtervolgen in Bretagne en kreeg daarvoor een nieuw mandaat, weer met Pocholle. Op 1 september vestigden ze zich in Rennes. Vandaaruit begonnen ze een zuivering door bestuurders te ontslaan, verdachten te arresteren en bezittingen aan te slaan. Kopstukken ontglipten hen echter. Toen Carrier op 7 oktober in Nantes aankwam, schreef hij het Comité de salut public dat hij een "radicale deportatie" wilde doorvoeren. Hij begon met de ontkerstening, en behoedde de haven ook voor infiltratie door Engelsen, maar gaf zich vooral over aan executies op grote schaal. Het plaatselijke Revolutionair tribunaal werkte naar zijn smaak onvoldoende snel (toch 158 doodvonnissen in die periode) en werd aangevuld met militaire commissies. De compagnie Marat, die hij nochtans niet helemaal vertrouwde, knapte het vuile werk op, samen met een groep onder leiding van Guillaume Lamberty. Op 16 november vonden de eerste verdrinkingen plaats: negentig refractaire priesters werden op een bark de rivier op gevoerd en tot zinken gebracht.
De nederlaag van het koninklijk en katholiek leger op 23 december bij Savenay deed de gevangenissen van Nantes vollopen. Achtduizend "brigands" werd in abominabele omstandigheden opgesloten, alsook tweeduizend vrouwen en kinderen. Hun komst bracht de precaire voedselbevoorrading in gevaar en dreigde tyfus en andere besmettelijke ziekten op de bevolking over te dragen. Uiteindelijk zouden ze haast allemaal uit de weg worden geruimd. De Verdachtenwet werd aangewend om de rechtspleging uiterst summier te houden. Er werd een jury aangesteld die lijsten aanleverde met personen die "crimineel" werden verklaard, waarna ze zonder verder proces werden terechtgesteld. Sommigen werden gefusilleerd in een steengroeve, anderen kwamen aan hun einde in aangepaste verdrinkingsbarken. Cynisch sprak Carrier van "verticale deportaties" in de "republikeinse rivier". Bovendrijvende lijken maakten geheimhouding onmogelijk. Gealarmeerd door de sansculotten van de Société populaire, stuurde Robespierre Marc-Antoine Jullien naar Nantes om de situatie te onderzoeken. Hij kwam aan op 29 januari 1794 en had na enkele dagen al een zware aanvaring met Carrier. In zijn rapport maakte Jullien gewag van verdrinkingen zonder onderscheid, wat op 16 februari tot Carriers terugroeping leidde. Omdat hij ook zelf al had gevraagd zijn opdracht te beëindigen, keerde hij toch met opgeheven hoofd terug. Lamberty en Fouquet werden op 22 maart terechtgesteld, maar hij werd secretaris van de Conventie, al werd zijn optreden openlijk veroordeeld door Robespierre.
Robespierre en zijn medestanders kwamen op 27 juli ten val, voornamelijk door toedoen van geestesgenoten die vreesden dat de terreur die ze hadden aangewend nu zou worden aangegrepen om hen uit te schakelen. Carrier steunde de beschuldigingen tegen Robespierre. Na deze 9 thermidor dacht hij een tijdje dat hij aan vervolging zou ontkomen, maar in september richtte het proces tegen 94 Nantezen de schijnwerpers weer vol op hem. Het ging om notabele gevangenen die hij op transport had gezet en die nu zonder uitzondering werden vrijgesproken. In de aanloop naar het proces was Carrier op 3 september gearresteerd. Op 13 november werd zijn onschendbaarheid opgeheven. Joseph Fouché, de beul van Lyon, betaalde de journalist Gracchus Babeuf om een perscampagne tegen Carrier te houden. Op 23-25 november werd hij in beschuldiging gesteld door een unanieme Conventie, na een nominale afroeping die uren duurde. Ook het door hem benoemde Comité révolutionnaire de Nantes moest zich verantwoorden (Perro-Chaux, Lévêque, Bollogniel, Grandmaison, Mainguet).
Carrier verdedigde zich onhandig. Hij stelde dat hij slechts had gehoorzaamd en dat het hele revolutionaire regime schuldig was ("Ik heb alles gered, en men beschuldigt me van details. En als ik hier schuldig ben, hoeveel anderen zijn het met mij geweest. Alles is schuldig, en tot de bel van de Voorzitter"). De jury van het Revolutionair Tribunaal oordeelde op 16 december dat hij met bewuste wreedheid had gehandeld tegen niet-oorlogvoerenden. Hij werd schuldig bevonden aan contrarevolutionaire misdaden en werd dus – zoals Robespierre – aangemerkt als een verrader van de Revolutie. Nog dezelfde dag werd hij gehalsrecht op de Place de Grève. Zijn medeplichtigen Michel Moreau-Grandmaison en Jean Pinard ondergingen hetzelfde lot, 33 andere beklaagden werden vrijgesproken. De executie was een afrekening met de bloedige terreur, maar ook een symbooldossier waarvan de afsluiting andere misdaden in de schaduw liet. Veel thermidoriens met vuile handen gingen voortaan door het leven alsof de terreur iets was dat buiten hen om had plaatsgevonden.

## Voetnoten
1. ↑  "J'ai tout sauvé, et l'on m'accuse de détails. Et si je suis coupable ici combien d'autres l'on été comme moi. Tout est coupable, ici, et jusqu'à la sonnette du Président."
2. ↑  Brégeon 1987, p. 19. Gearchiveerd op 15 augustus 2023.

- Bibliothèque nationale de France: cb12063716q (data)
- Gemeinsame Normdatei: 118668579
- International Standard Name Identifier: 0000 0000 8388 5529
- Library of Congress Control Number: n88060582
- Nationale Bibliotheek van Israël: 987007276559105171
- Nederlandse Thesaurus van Auteursnamen: 250396831
- SNAC: w63f5d8p
- Système universitaire de documentation: 028896424
- Trove: 1487823
- Union List of Artist Names: 500354301
- Virtual International Authority File: 64027924
- WorldCat: E39PBJjXfdfbfxPVWDWRyy3mh3